# Новомястский повет
Новомястский повет (пол. Powiat nowomiejski) — повет (район) в Польше, входит как административная единица в Варминьско-Мазурское воеводство. Центр повета — город Нове-Място-Любавске. Занимает площадь 695,01 км². Население — 44 321 человек (на 31 декабря 2015 года).

## Административное деление
- города: Нове-Място-Любавске
- городские гмины: Нове-Място-Любавске
- сельские гмины: Гмина Бискупец, Гмина Гродзично, Гмина Кужентник, Гмина Нове-Място-Любавске

## Демография
Население повята дано на 31 декабря 2015 года.
| Перепись            | Всего | Мужчины | Женщины |
| ------------------- | ----- | ------- | ------- |
| Всего               | 44321 | 22008   | 22313   |
| Городское население | 11101 | 5301    | 10800   |
| Сельское население  | 33220 | 16707   | 16513   |